# Rashid (cantor)
Michel Dias Costa (São Paulo, 21 de março de 1988), mais conhecido como Rashid, é um rapper, produtor e empresário brasileiro. Seu álbum Crise foi eleito o 39º melhor disco brasileiro de 2018 pela revista Rolling Stone Brasil e um dos 25 melhores álbuns brasileiros do primeiro semestre de 2018 pela Associação Paulista de Críticos de Arte.

## Discografia
Álbuns
- 2016. A Coragem da Luz
- 2018. CRISE
- 2019. Sessões Selo Sesc #4 (ao vivo)
- 2020. Tão Real
- 2022. Movimento Rápido dos Olhos
- 2024. Portal

Mixtapes
- 2011. Dádiva e Dívida
- 2012. Que Assim Seja
- 2013. Confundindo Sábios

### EPs
- 2010. Hora de Acordar
- 2014. Seis Sons com Kamau
- 2017. Diário de Bordo (completo) com DJ Caíque

### Singles
- 2010. Diário de Bordo 1
- 2011. Diário de Bordo 2
- 2011. Selva
- 2011. Vou Ser Mais
- 2012. Diário de Bordo 3
- 2013.Coisas dessa Vida (álbum Confundindo Sábios)
- 2014. Diário de Bordo 4
- 2014. Gratidão
- 2015. Depois da Tempestade part. Alexandre Carlo
- 2015. Diário De Bordo 5
- 2015. A Volta
- 2017. Abre Caminhos
- 2018. Aeroporto, Hotel, Show
- 2018. Interior part. Rapadura Xique-Xico
- 2019. Não É Desenho

### Vídeos Musicais
- 2010. Selva
- 2011. Nova Ordem - part. Emicida & Projota
- 2012. Quero Ver Segurar
- 2012. R.A.P.
- 2013. Vou Ser Mais
- 2013. Virando a Mesa - part. Daniel Cohen
- 2013. Bate e Gol
- 2014. Chapa Quente - LYRIC VIDEO
- 2014. Patrão - part. Tassia Reis
- 2014. Gratidão
- 2015. Tudo Que Você Podia Ser - Tributo Milton Nascimento
- 2015. A Cena - part. Izzy Gordon
- 2016. Homem do Mundo - part. Criolo
- 2016. Cê Já Teve Um Sonho?
- 2016. Primeira Diss - LYRIC VIDEO
- 2017. Abre Caminhos
- 2017. Bilhete 2.0 - part. Luccas Carlos - LYRIC VIDEO
- 2017. Estereótipo
- 2017. Musashi
- 2017. Se Tudo Der Errado Amanhã - part. Ellen Oléria - LYRIC VIDEO
- 2017. Sem Sorte
- 2017. Mal Com o Mundo
- 2017. Química
- 2018. Música de Guerra
- 2018. Pés na Areia (Promessas) - part. Godô
- 2018. Aeroporto, Hotel, Show
- 2018. Bilhete 2.0 - part. Luccas Carlos
- 2018. Interior - part. Rapadura Xique-Xico
- 2019. Não É Desenho
- 2019. Todo Dia - part. Dada Yute
- 2019. Sobrou Silêncio - part. Duda Beat
- 2019. SSNS (Vevo Sessions)
- 2020. Pipa Voada - part. Emicida e Lukinhas
- 2020. Casca (Vevo Sessions)
- 2020. Blindado

## Livro
- 2018, Ideias que rimam mais que palavras - Vol. 1 - Foco na Missão - ISBN 978-85-53174-00-3

Ideias que rimam mais que palavras - Vol. 1 é o primeiro livro assinado por Rashid. A obra é um lançamento da Foco na Missão e chegou ao mercado em maio de 2018. Com duas mil cópias iniciais, o livro esgotou-se em pouco tempo e já segue para a segunda tiragem [novembro, 2018].
No livro, Rashid fala das letras de suas músicas ressaltando os detalhes de histórias pessoais que agora estão imortalizadas em seu repertório. A primeira fase de sua carreira, de 2008 a 2014, é revista com outra perspectiva e mostra a vida real por trás de composições como "Hora de Acordar", "Dádiva e Dívida", "Confundindo Sábios", "Diário de Bordo" e "Gratidão".
Desde o lançamento, o rapper passou a circular também nos meios literários, tendo participado de eventos como a 25ª Bienal Internacional do Livro, em São Paulo (SP), 18ª Feira Nacional do Livro, em Rio Preto (SP), e Encontre-$e, em Salvador (BA).
Em março de 2019, saiu a nova tiragem da obra, desta vez com mil exemplares.

## Prêmios e Indicações
| Ano  | Prêmio                | Categoria       | Nomeação                              | Resultado | Ref.        |
| ---- | --------------------- | --------------- | ------------------------------------- | --------- | ----------- |
| 2022 | MTV Millennial Awards | Clipão da Porra | Pílula Vermelha, Pílula Azul – Rashid | Indicado  | [ 4 ] [ 5 ] |